# Ketil Stokkan
Ketil Stokkan (Harstad, 29 aprile 1956) è un cantante norvegese.
Divenne famoso negli anni ottanta prima come cantante degli ZOO, e poi come interprete solista.
Ha vinto il Melodi Grand Prix due volte e di conseguenza ha partecipato all'Eurofestival nel 1986 con "Romeo" (che si classifica dodicesimo) e nel 1990 con "Brandenburger Tor", controversa canzone che parla del Muro di Berlino, che si classifica all'ultimo posto.
Ketil si è ora ritirato dal mondo dello spettacolo ed insegna in una scuola secondaria nella sua città natale.

## Discografia

### ZOO
- 1978 - Captured in Zoo
- 1978 - Guilty
- 1979 - Noregs heitaste
- 1980 - Z på maken
- 1981 - Gaya
- 1982 - Shagalai
- 1994 - Zoobra (raccolta)
- 2000 - Evig ung (raccolta)

### Solista
- 1983 - Samme charmeur (singolo)
- 1984 - Gentlemen's agreement
- 1985 - Ekte mannfolk
- 1986 - Romeo
- 1988 - Øyan dine (singolo)
- 1989 - Nexus - Back to my roots (singolo)
- 1990 - Stokkan Band - Brandenburger Tor (singolo)
- 1991 - Stokkan Band - Beina på jorda (singolo)
- 1994 - Stokkan - To the bone